# Lijst van beschermd erfgoed in de gemeente Differdange
In deze lijst van beschermd erfgoed in de gemeente Differdange zijn alle geclassificeerde nationale monumenten van de Luxemburgse gemeente Differdange opgenomen.

## Monumenten per plaats

### Differdange
| Object                                                                   | Bouwjaar/architect | Locatie                        | Datum beschermd?     | Coördinaten | Afbeelding |
| ------------------------------------------------------------------------ | ------------------ | ------------------------------ | -------------------- | ----------- | ---------- |
| Machine nummer 11 van de oude gasovens in de staalfabriek in Differdange |                    |                                | 25 juli 2008 (MN)    |             |            |
| Gebouwen                                                                 |                    |                                | 6 februari 2009 (MN) |             |            |
| Gebouwen                                                                 |                    | rue Victor Hugo 18, 20, 22, 24 | 11 april 1991 (IS)   |             |            |
| Huizen                                                                   |                    | rue Emile Mark 69-113          | 16 oktober 1986 (IS) |             |            |
| De mond van de hoofdingang van de galerij Thillenberg                    |                    |                                | 19 juli 2001 (IS)    |             |            |

### Lasauvage
| Object              | Bouwjaar/architect | Locatie | Datum beschermd?  | Coördinaten | Afbeelding |
| ------------------- | ------------------ | ------- | ----------------- | ----------- | ---------- |
| Opslagplaats mijnen |                    |         | 19 juli 2001 (IS) |             |            |

### Niederkorn
| Object | Bouwjaar/architect | Locatie                                             | Datum beschermd?     | Coördinaten | Afbeelding |
| --- | ------------------ | --------------------------------------------------- | -------------------- | ----------- | ---------- |
| Site van het voormalige toevluchtsoord bekend als «Galerie Hondsbësch» bewoond door refractaire Luxemburgers tijdens de nazi-bezetting |                    |                                                     | 18 januari 1991 (MN) |             |            |
| Monument ter herdenking |                    | gereconstrueerd op een plaats genaamd «Jungenbusch» | 31 oktober 1937 (IS) |             |            |

### Oberkorn
| Object                                 | Bouwjaar/architect | Locatie | Datum beschermd?     | Coördinaten | Afbeelding |
| -------------------------------------- | ------------------ | ------- | -------------------- | ----------- | ---------- |
| Toren van de parochiekerk van Oberkorn |                    |         | 5 november 2002 (IS) |             |            |

## Bron
- Liste des immeubles et objets classés monuments nationaux ou inscrits à l'inventaire supplémentaire